# 瓦达卢尔
瓦达卢尔（Vadalur），是印度泰米尔纳德邦Cuddalore县的一个城镇。总人口25902（2001年）。

## 人口
该地2001年总人口25902人，其中男性13087人，女性12815人；0—6岁人口2721人，其中男1432人，女1289人；识字率69.77%，其中男性为77.89%，女性为61.48%。